# دانيال باتلر
دانيال باتلر (بالإنجليزية: Daniel Butler)‏ هو دراج أمريكي، ولد في 1 يونيو 1944 في أوكلاند في الولايات المتحدة، وتوفي في 23 أغسطس 1970.

## وصلات خارجية
- دانيال باتلر على موقع إحصائيات الدراجات الإحترافية (الإنجليزية)
- دانيال باتلر على موقع أوليمبيديا (الإنجليزية)